# La Tournée du grand duc
Pour plus de détails, voir Fiche technique et Distribution.
La Tournée du grand duc (The Duke Steps Out) est un film muet américain de James Cruze sorti en 1929.

## Fiche technique
- Titre : La Tournée du grand duc
- Titre original : The Duke Steps Out
- Réalisation : James Cruze
- Scénario : Raymond L. Schrock et Dale Van Every d'après une histoire de Falkland L. Cary
- Intertitres : Joseph Farnham
- Producteur : James Cruze
- Société de production : MGM
- Musique : William Axt
- Image : Ira H. Morgan
- Montage : George Hively
- Direction artistique : Cedric Gibbons
- Costumes : David Cox
- Pays :  États-Unis
- Genre : Comédie dramatique
- Durée : 62 minutes
- Format : Noir et blanc - film muet - Mono (MovieTone) (musical score and sound effects)
- Date de sortie :
  - États-Unis : 16 mars 1929[1]

## Distribution
- William Haines : Duke
- Joan Crawford : Susie
- Karl Dane : Barney, le chauffeur de Duke
- Tenen Holtz : Jake, le manager de Duke
- Edward J. Nugent : Tommy Wells
- Jack Roper : Poison Kerrigan
- Delmer Daves : Bossy Edwards
- Luke Cosgrave : Professeur Widdicomb
- Herbert Prior : M. Corbin